# Georg Reinhold Patkul
Georg Reinhold Patkul, född 1656, död 1723, var en svensk friherre, militär och ämbetsman. Han var son till Henrik Patkull.
Patkul blev löjtnant 1677. År 1687 gick han i utländsk krigstjänst och kämpade under Eugen av Savojen i Ungern och vid Belgrad. Efter att ha återgått i svensk tjänst deltog han i det stora nordiska kriget och blev 1710 generalmajor av infanteriet. I slaget vid Gadebusch kommenderade han svenskarnas ena flygel, tillfångatogs 1713 i Tönningen men frigavs samma år och blev viceguvernör i Göteborgs och Bohus län 1715 samt var landshövding i Jönköpings län 1716–1719. År 1716 upphöjdes han i friherrligt stånd och introducerades 1719 under Patkull von Posendorff med nummer 131. Han dog barnlös 1723 och slöt ätten.